# Hans Adolf Eduard Driesch
Hans Adolf Eduard Driesch (28 de octubre de 1867 - 16 de abril de 1941) fue un filósofo y biólogo alemán. Fue el principal filósofo del neovitalismo en Alemania.

## Biografía
En 1909 Driesch se trasladó a la Universidad de Heidelberg para ocupar la cátedra de Filosofía Natural. 
En 1933, con la llegada del nazismo, Driesch fue obligado a jubilarse tras su negativa a retirar su apoyo a dos miembros de la facultad: el pacifista Emil Julius Gumbel y el filósofo judío Theodor Lessing.

## Obra

### Embriología
Driesch es célebre en la historia de la embriología por sus experimentos cualitativos con embriones de erizos de mar. Driesch separó los blastómeros de cigotos de erizos de mar, obteniendo a partir de ellos embriones completos. De este modo, y frente a Wilhelm Roux, Driesch demostraba la naturaleza epigenética y no mosaica o autodiferenciadora del desarrollo. Así, frente a la autonomía de las partes del embrión defendida por Roux, Driesch interpretó al embrión como un sistema equipotencial.

### Filosofía
A partir de la década de los noventa, Driesch comenzó a interesarse profundamente por la filosofía. En 1892 escribió su primera disertación sobre el significado teórico de sus resultados experimentales. Finalmente, Driesch acabó abandonando la embriología, convirtiéndose en profesor de filosofía y en uno de los más célebres abogados del vitalismo.
Driesch, creyendo que sus resultados comprometían las teorías ontogenéticas mecanicistas, propuso que la autonomía de la vida que dedujo de sus experimentos se debía a lo que llamó entelequia, un término que tomó de Aristóteles.